# 金剛山青年線
金剛山青年線（クムガンサンチョンニョンせん）は、朝鮮民主主義人民共和国江原道安辺郡にある安辺駅から高城郡にある鑑湖駅までを結ぶ鉄道路線である。

## 路線データ
- 路線距離：安辺 - 鑑湖間 114.8 km
  - 軌間：1435 mm
  - 電化区間：安辺 - 金剛山青年（直流3000 V）
  - 複線区間：なし

## 概要
元は、日本海に沿って京元線が通る元山から慶州・釜山までを結ぶ東海線の計画に基づいて、慶州から北進する東海南部線と、元山から南進する東海北部線の建設が始められ、1929年（昭和4年）より暫定的にその一部が順次営業を開始したものである。1937年（昭和12年）には襄陽までが開業したが、ここから先は建設中のまま終戦を迎え、全通しなかった。
暫定開業であったことから重要性は低い路線で、旅客列車の本数は数往復程度であり、東海北部線の駅は「朝鮮総督府鉄道で最も勤務が楽な駅」とも職員から呼ばれたと言われる。しかし、沿線には金剛山観光の入り口である外金剛駅（現：金剛山青年駅）など、幾つか観光地も存在し、観光シーズンの5月から10月にかけての日曜・祝祭日の前日には、京城（現：ソウル）からの夜行列車が外金剛駅まで運行された。
太平洋戦争終結後、日本統治終了により北緯38度線を境に国土が南北に分断された後、東海北部線の運行は北朝鮮側の手によって行われていたが、その後の朝鮮戦争で設備は完全に破壊され、韓国側・北朝鮮側ともに列車の運行が行われなくなった。
1996年に安辺駅 - 金剛山青年駅間が再開業して、金剛山青年線と名付けられた。2002年12月3日から12月20日にかけて、北朝鮮鉄道省・ロシア連邦交通省による合同線路設備調査が、当路線の全線を含む元山 - 金剛山青年間で実施された。2005年12月には京義線・東海線鉄道および道路の連結事業により、金剛山青年駅から鑑湖駅を経て韓国側の猪津駅に至る区間が再開業した。しかし、2023年末の金正恩による南北統一方針放棄に伴い、南北連結区間北側の線路の撤去工事が進められた。2024年10月15日には、同区間を爆破して閉鎖した。

## 駅一覧
| 駅名                    | 駅名                    | 駅名                              | 駅間キロ (km) | 累計キロ (km) | 駅 等級 | 駅種別 | 接続路線                 | 所在地 | 所在地 |
| 日本語                  | ハングル                | ラテン文字（MR式）                | 駅間キロ (km) | 累計キロ (km) | 駅 等級 | 駅種別 | 接続路線                 | 所在地 | 所在地 |
| ----------------------- | ----------------------- | --------------------------------- | ------------- | ------------- | ------- | ------ | ------------------------ | ------ | ------ |
| 安辺駅                  | 안변역                  | Anbyŏn                            | 0.0           | 0.0           |         |        | 北朝鮮鉄道省：江原線     | 江原道 | 安辺郡 |
| 梧渓駅                  | 오계역                  | Ogye                              | 8.9           | 8.9           |         |        |                          | 江原道 | 安辺郡 |
| 桑陰青年駅 (桑陰駅)     | 상음청년역 (상음역)     | Sangŭm Ch'ŏngnyŏn (Sangŭm)        | 6.0           | 14.9          |         |        |                          | 江原道 | 安辺郡 |
| 洞庭湖駅 (慈東駅)       | 동정호역 (자동역)       | Tongjŏngho (Chadong)              | 10.3          | 25.2          |         |        |                          | 江原道 | 通川郡 |
| 鳴皐駅 (歙谷駅)         | 명고역 (흡곡역)         | Myŏnggo (Hŭpkok)                  | 6.2           | 31.4          |         |        |                          | 江原道 | 通川郡 |
| 金峯江駅 (沛川駅)       | 금봉강역 (패천역)       | Kŭmbonggang (P'aech'ŏn)           | 6.6           | 38.0          |         |        |                          | 江原道 | 通川郡 |
| 侍中湖駅 (松田駅)       | 시중호역 (송전역)       | Sijungho (Songjŏn)                | 9.4           | 47.4          |         |        |                          | 江原道 | 通川郡 |
| 通川駅 (庫底駅)         | 통천역 (고저역)         | T'ongch'ŏn (Kojŏ)                 | 6.9           | 54.3          |         |        |                          | 江原道 | 通川郡 |
| 東海駅 (通川駅)         | 동해역 (통천역)         | Tonghae (T'ongch'ŏn)              | 6.7           | 61.0          |         |        |                          | 江原道 | 通川郡 |
| 新垈里駅 (碧養駅)       | 신대리역 (벽양역)       | Sindae-ri (Pyŏgyang)              | 4.1           | 65.1          |         |        |                          | 江原道 | 通川郡 |
| 濂城駅                  | 렴성역                  | Ryŏmsŏng                          | 5.1           | 70.2          |         |        |                          | 江原道 | 高城郡 |
| 豆浦駅 (荳白駅)         | 두포역 (두백역)         | Tup'o (Tubaek)                    | 5.5           | 75.7          |         |        |                          | 江原道 | 高城郡 |
| 南涯駅                  | 남애역                  | Nam'ae                            | 10.5          | 86.2          |         |        |                          | 江原道 | 高城郡 |
| 高城駅 (長箭駅)         | 고성역 (장전역)         | Kosŏng (Changjŏn)                 | 7.0           | 93.2          |         |        |                          | 江原道 | 高城郡 |
| 金剛山青年駅 (外金剛駅) | 금강산청년역 (외금강역) | Kŭmgangsan Ch'ŏngnyŏn (Oegŭmgang) | 7.8           | 101.0         |         |        |                          | 江原道 | 高城郡 |
| 三日浦駅 (高城駅)       | 삼일포역 (고성역)       | Samilp'o (Kosŏng)                 | 10.4          | 111.4         |         |        |                          | 江原道 | 高城郡 |
| 鑑湖駅                  | 감호역                  | Kamho                             | 3.4           | 114.8         |         |        | 韓国鉄道公社：東海北部線 | 江原道 | 高城郡 |

- 安辺駅 - 梧渓駅の各駅は廃止当時、咸鏡南道安辺郡に位置していた。
- 桑陰駅 - 荳白駅の各駅は廃止当時、江原道通川郡に位置していた。
- 南涯駅 - 鑑湖駅の各駅は廃止当時、江原道高城郡に位置していた。

### 廃駅
- 旧・三日浦駅（삼일포역） - 金剛山青年駅と三日浦駅（旧・高城駅）との間に存在した。廃止当時は江原道高城郡に位置していた。（安辺起点109.2 km）

## 参考資料
- 国分隼人『将軍様の鉄道 北朝鮮鉄道事情』新潮社、2007年。ISBN 9784103037316。
- 鉄道省 編『鉄道停車場一覧. 昭和12年10月1日現在』鉄道省、1937年、494頁。